# Ranilug (kommunhuvudort i Kosovo)
Ranilug (serbiska: Ранилуг, albanska: Ranillug, Ranllug, Ranillugu) är en kommunhuvudort i Kosovo. Den ligger i den östra delen av landet, 40 km sydost om huvudstaden Priština. Ranilug ligger 446 meter över havet och antalet invånare är 3 785.
Terrängen runt Ranilug är huvudsakligen kuperad, men åt nordost är den platt. Ranilug ligger nere i en dal. Runt Ranilug är det ganska tätbefolkat, med 222 invånare per kvadratkilometer. Närmaste större samhälle är Gnjilane, 11,1 km väster om Ranilug. Omgivningarna runt Ranilug är en mosaik av jordbruksmark och naturlig växtlighet.